# ورقة القيقب (شعار كندا)

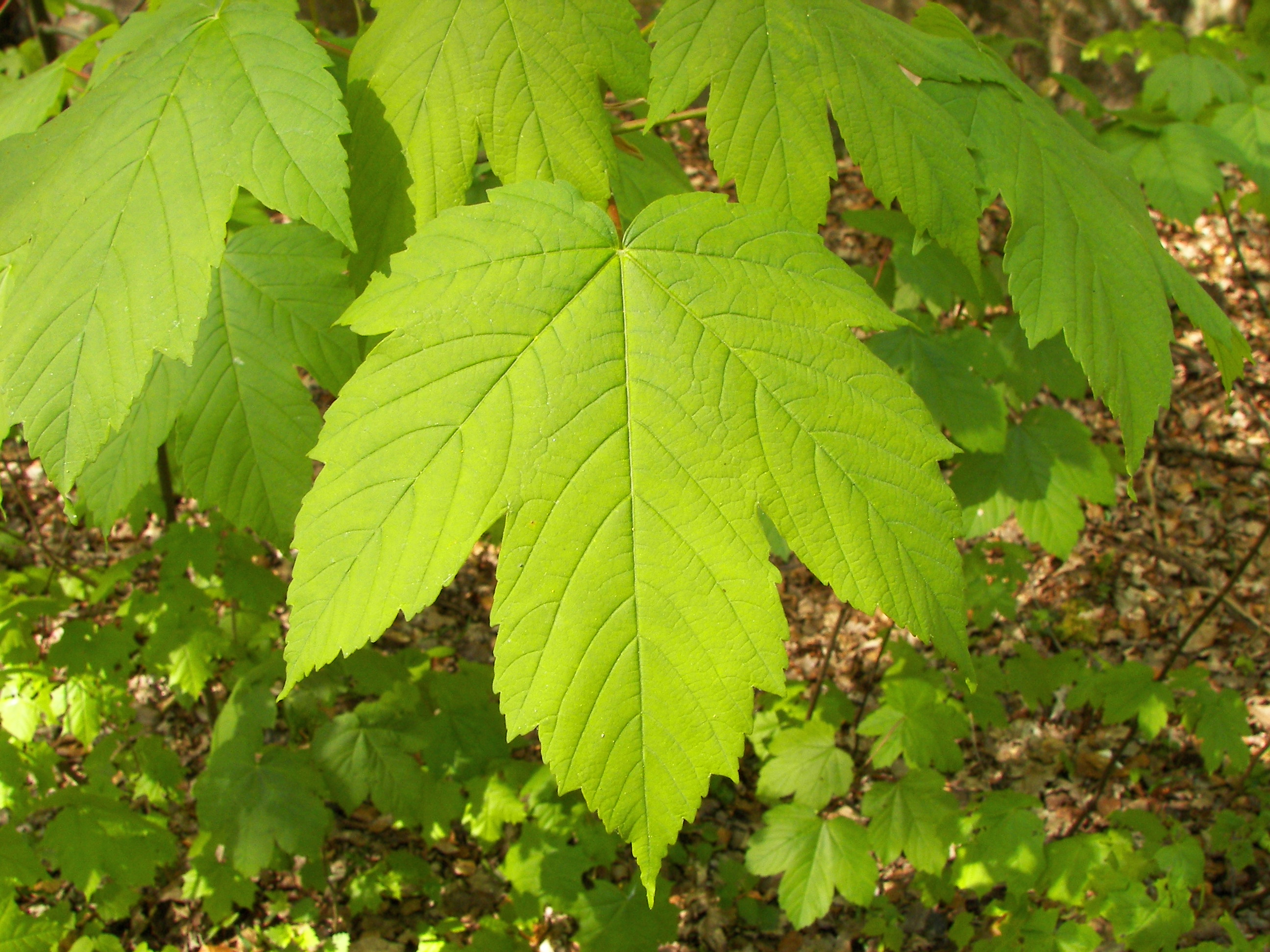
أوراق القيقب

ورقة القيقب هي الورقة المميزة لشجرة القيقب، وهي أكثر الرموز الوطنية المعترف بها على نطاق واسع في كندا وهناك أنواع عديدة من من هذه الاوراق لكن المستخدم في علم كندا هو ورق القيقب الاحمر وهو منتشر في شرق كندا.

## تاريخ الاستخدام في كندا

علم كندا، ويتوسطه ورقة القيقب

في أوائل القرن الثامن عشر، تم تبني أوراق القيقب كشعار من قبل الكنديين الفرنسيين على طول نهر سانت لورانس.
استمرت شعبيتها مع الكنديين الفرنسيين وتعززت، في الجلسة الافتتاحية للسوسيتيه سان جان بابتيست في عام 1834، كانت ورقة القيقب واحدة من العديد من الشارات المقترحة لتمثيل المجتمع. وفي حديثه لصالحه، وصف جاك فيجر، أول عمدة لمونتريال، القيقب بأنه «ملك غاباتنا؛ ... رمز الشعب الكندي».